# City of Lies
Pour plus de détails, voir Fiche technique et Distribution.
City of Lies est un thriller policier biographique américano-britannique réalisé par Brad Furman et sorti en 2018. Il s’agit de l’adaptation du roman biographique LAbyrinth de Randall Sullivan (2002). Il est centré sur Russell Poole, un policier de Los Angeles et revient en toile de fond sur l'enquête sur les meurtres des rappeurs Tupac Shakur et The Notorious B.I.G..
Le film connait une sortie chaotique en raison d'une affaire impliquant l'acteur principal, Johnny Depp. Par ailleurs, le film reçoit des critiques mitigées.

## Synopsis
En 2015, le journaliste d'investigation Darius "Jack" Jackson est chargé d'écrire un article sur l'assassinat de Christopher Wallace — plus connu sous son nom de rappeur The Notorious B.I.G. — survenu en mars 1997. Il prend alors contact avec Russell Poole, ancien inspecteur du LAPD aujourd'hui en disgrâce et seul, mais toujours hanté par cette affaire. D'abord réticent, l'ancien flic se confie au journaliste.
En mars 1997, quelques jours après la mort de Biggie, Russell doit enquêter sur la mort du policier afro-américain Kevin Gaines, abattu par un policier blanc, Frank Lyga. Poole découvre que Kevin Gaines était en lien avec le gang des Bloods et surtout avec Suge Knight, le sulfureux patron de Death Row Records, ancien label de Tupac Shakur, assassiné lui aussi quelques mois plus tôt. L'inspecteur doit par ailleurs travailler dans un contexte très tendu après les affaires de Rodney King et O. J. Simpson et avec la pression de sa hiérarchie. Cette enquête va mettre à jour la corruption au sein de la division Rampart de la police de Los Angeles.

## Fiche technique
Sauf indication contraire, les informations mentionnées dans cette section peuvent être confirmées par la base de données cinématographiques IMDb,  présente dans la section « Liens externes ».
- Titre original : City of Lies
- Titre provisoire : LAbyrinth
- Réalisation : Brad Furman
- Scénario : Christian Contreras, d'après le roman LAbyrinth de Randall Sullivan
- Direction artistique : Clay A. Griffith
- Décors : Caty Maxey
- Costumes : Denise Wingate
- Photographie : Monika Lenczewska
- Montage : Leo Trombetta
- Musique : Chris Hajian
- Production : Paul M. Brennan ; Jess Fuerst, Paula Turnbull (coproducteurs)

Producteurs délégués : Jeff Geoffray, Jeffrey Konvitz, Patrick Newall et Daniel Rainey
Producteur associé : Grant Mohrman
- Société de production : Good Films, FilmNation Entertainment, Good Films Collective, Infinitum Nihil, Lipsync Productions, Miramax et Romulus Entertainment
- Société de distribution : Saban films (États-Unis)
- Budget : n/a
- Pays de production :  Royaume-Uni,  États-Unis
- Langue originale : anglais
- Format : couleur
- Genre : thriller, policier, biographique
- Durée : 112 minutes
- Date de sortie[1] :
  - Italie : 8 décembre 2018 (film de clôture du Courmayeur Noir in Festival)
  - États-Unis : 19 mars 2021 (au cinéma)
  - France : 7 décembre 2021 (Canal+)

## Distribution
- Johnny Depp (VF : Bruno Choël) : Russell Poole
- Forest Whitaker (VF : Thierry Desroses) : Darius "Jack" Jackson
- Toby Huss (VF : Jérôme Keen) : l’inspecteur Fred Miller
- Dayton Callie : le lieutenant O'Shea
- Neil Brown Jr. : Rafael Pérez
- Xander Berkeley : Edwards
- Shea Whigham : Frank Lyga
- Amin Joseph : Kevin Gaines
- Michael Paré : Varney
- Peter Greene : le commandant Fasulo
- Louis Herthum : le procureur Stone
- Rockmond Dunbar : Dreadlocks
- Wynn Everett (en) : Megan Poole
- Jamal Woolard : The Notorious B.I.G.
- Ghali : Tupac
- Keith Szarabajka : le sergent Reese
- Shamier Anderson : David Anthony Mack alias « D. Mack »
- Kevin Chapman : le sergent Leeds
- Angela Gots : l’inspecteur Amy Lefferts
- Glenn Plummer : Psycho Mike
- Obba Babatundé : le chef de la police
- Killer Mike : un homme arrêté
- Dom-Jay Williams : DJ Quik
- Voletta Wallace : elle-même

## Production

### Genèse et développement
En février 2013, il est révélé que la société de production britannique Good Films vient d'acquérir les droits du livre L.A.Byrinthe, Enquête sur les meurtres de Tupac Shakur, Notorious B.I.G. et sur la police de Los Angeles de Randall Sullivan, publié en 2002 aux États-Unis et en France par Payot & Rivages en 2009. L'ouvrage revient sur l’enquête de Russell Poole sur les assassinats des rappeurs The Notorious B.I.G. et Tupac Shakur et sur le scandale Rampart,.
Brad Furman est annoncé comme réalisateur, d'après un script écrit par Christian Contreras. Il est ensuite révélé qu'Open Road Films (en) a acquis les droits de distribution et cofinancera le film.

### Attribution des rôles
En septembre 2016, Johnny Depp décroche le rôle principal de Russell Poole, l'officier de la police de Los Angeles ayant enquêté sur la mort des deux rappeurs.
Michael Paré avait déjà tourné sous la direction de Brad Furman pour son précédent film, Infiltrator (2016). Par ailleurs, Rockmond Dunbar, qui incarne ici Dreadlocks, jouait un rappeur dans le film biographique Notorious B.I.G. (2009).
La mère de Notorious B.I.G., Voletta Wallace, apparait dans son propre rôle.

### Tournage
Le tournage débute le 13 décembre 2016,, à Los Angeles, notamment à Downtown Los Angeles et à l'université du Sud de la Californie.

## Sortie et accueil

### Promotion et changement de titre
Une première bande-annonce du film, alors intitulé LAbyrinth, est dévoilée le 21 mai 2018, soit le jour où Biggie aurait eu 46 ans. Peu après la fusion entre Open Road Films  et IM Global (pour former Global Road Entertainment), le film est rebaptisé City of Lies et la sortie américaine est alors fixée au 7 septembre 2018, soit 22 ans après l'assassinat de Tupac Shakur,. En août 2018, le film est retiré des plannings de sortie de Global Road Entertainment, en raison de poursuites judiciaires pour une altercation entre Johnny Depp et un technicien du film manager. Aucune date de remplacement n'est alors annoncée

### Annulation de sortie
En 2018, Johnny Depp est accusé de violence par un membre de l'équipe de tournage, Rocky Brooks. L'homme accuse l'acteur de lui avoir porté un coup à deux reprises dans les côtes, le 13 avril 2017 lors d'un tournage extérieur dans les rues de Los Angeles. Selon le technicien, l'acteur sentait l'alcool au moment de l'altercation et aurait pris de la drogue sur le tournage.
Un procès est en cours pour déterminer la véracité de ses accusations.
La scripte sur le plateau, Emma Danoff, a témoigné en faveur de Johnny Depp dans l'affaire. Dans sa déclaration elle décrit une histoire similaire à celle de l'acteur : Rocky Brooks aurait violemment insulté une sans-abri qui se trouvait sur le lieu du tournage. Johnny Depp se serait alors levé du banc sur lequel il était assis avec Danoff pour défendre la femme. L'altercation aurait été uniquement verbale et aucun coup ne fut échangé contrairement à ce que déclare le régisseur. Emma Danoff a fourni une quarantaine de photos (date et heure à l'appui) qu'elle aurait pris de l'incident comme preuve de son témoignage. Plusieurs autres témoins oculaires auraient assisté à une scène similaire à celle qu'Emma Danoff décrit.
Johnny Depp quant à lui, apporta sa propre preuve en la forme d'un selfie pris avec le régisseur quelque temps après l'altercation (date et heure à l'appui). En effet l'acteur prétend qu'à la fin de la journée, lui et Rocky Brooks se seraient réconciliés autour d'un verre et que ce dernier lui demanda un selfie. À la suite de cette affaire la sortie du film fut d'abord reportée, puis annulée sans nouvelle date de sortie prévue.
Le 29 août 2018, la banque israélienne Leumi porte plainte contre le distributeur, réclamant des millions de dollars pour garantie impayée en raison de l'annulation de la sortie du film,.
Par ailleurs, certains médias voient dans cette affaire une diversion. The Daily Beast présente cela comme un stratagème fait pour empêcher la sortie d'un film impliquant des membres du Los Angeles Police Department.

### Sortie
Malgré le « scandale » entourant le film, City of Lies est présenté hors compétition en clôture du Courmayeur Noir in Festival le 8 décembre 2018,. Il connait ensuite une sortie limitée dans les salles italiennes en janvier 2019, avant une sortie en Blu-ray en Italie en juin 2019.
En mars 2021, Saban Films annonce avoir repris les droits de distribution pour les États-Unis et plannifie une sortie pour le 19 mars 2021.
En France, le film est présenté au festival du cinéma américain de Deauville 2021 en présence de Johnny Depp et du réalisateur Brad Furman. Il est ensuite diffusé en exclusivité sur Canal+ le 7 décembre 2021, puis sort finalement en DVD et Blu-ray le 20 avril 2022.

### Critique
Le film reçoit des critiques mitigées. Sur l'agrégateur américain Rotten Tomatoes, il récolte 51% d'opinions favorables pour 49 critiques et une note moyenne de 6⁄10. Sur Metacritic, il obtient une note moyenne de 44⁄100 pour 12 critiques.

### Box-office
Le film ne sort au cinéma que dans très peu de pays. Il ne récolte que 2 844 013 $ dans le monde.